# Coupe des nations de cyclisme sur piste 2021
Navigation
Coupe du monde 2019-2020 Coupe des nations 2022
La Coupe des nations de cyclisme sur piste 2021 est une compétition organisée par l'UCI qui regroupe plusieurs épreuves de cyclisme sur piste. La saison débute le 13 mai et se termine le 12 septembre 2021. Pour cette saison, trois manches sont au programme, en raison de l'annulation de la manche prévue à Newport (Grande-Bretagne) du 22 au 25 avril.
Longtemps incertaine, la manche de Hong Kong est finalement maintenue en mai, mais avec peu d'engagés en raison des critères sanitaires très restrictifs. Lors de la vitesse par équipes féminine, seule l'équipe nationale de Hong Kong est engagée, tandis que la poursuite par équipes féminine est annulée en raison du manque de participants. Cette manche est le premier événement international sur piste organisé UCI depuis les mondiaux 2020 à Berlin.
Peu de temps après la manche de Hong Kong, celle de Cali a été reportée, avec un risque d'annulation en raison de la situation sanitaire en Colombie. Elle est finalement reportée en septembre, tandis que la manche de Saint-Pétersbourg est ajoutée en juillet.

## Calendrier
| Date           | Pays            | Vélodrome                      | Ville             | Notes                                               |
| -------------- | --------------- | ------------------------------ | ----------------- | --------------------------------------------------- |
| 22‐25 avril    | Grande-Bretagne | Wales National Velodrome       | Newport           | Manche annulée en raison de la pandémie de Covid-19 |
| 13-16 mai      | Hong Kong       | Hong Kong Velodrome            | Hong Kong         |                                                     |
| 8-11 juillet   | Russie          | Vélodrome Lokosphinx           | Saint-Pétersbourg |                                                     |
| 9-12 septembre | Colombie        | Vélodrome Alcides Nieto Patiño | Cali              | La date a été modifiée                              |

## Classement par équipes
| Rang | Pays/Équipe | HKG     | RUS     | COL     | Total   |
| ---- | ----------- | ------- | ------- | ------- | ------- |
| 1.   | Colombie    | –       | 4400,0  | 19280,0 | 23680,0 |
| 2.   | Ukraine     | 4968,0  | 8688,0  | 5840,0  | 19552,0 |
| 3.   | Allemagne   | 6440,0  | 9344,0  | 3424,0  | 18428,0 |
| 4.   | Biélorussie | 7920,0  | 9344,0  | –       | 17464,0 |
| 5.   | Russie      | –       | 17120,0 | –       | 17120,0 |
| 6.   | Canada      | –       | –       | 16160,0 | 16160,0 |
| 7.   | Japon       | –       | 14240,0 | –       | 14240,0 |
| 8.   | Malaisie    | 2860,0  | –       | 8364,0  | 11224,0 |
| 9.   | Espagne     | 11016,0 | –       | –       | 11016,0 |
| 10.  | Mexique     | –       | –       | 10952,0 | 10952,0 |

## Hommes

### Kilomètre

#### Résultats
| Lieu              | Vainqueur     | Deuxième                   | Troisième          |
| ----------------- | ------------- | -------------------------- | ------------------ |
| Hong Kong         | Felix Groß    | Muhammad Fadhil Mohd Zonis | Juan Peralta       |
| Saint-Pétersbourg | Marc Jurczyk  | Quentin Lafargue           | Alexander Sharapov |
| Cali              | Nicholas Paul | Patryk Rajkowski           | Santiago Ramírez   |

#### Classement
| Pos. | Coureur                    | HKG | SAI | CAL | Pts  |
| 1.   | Santiago Ramírez           | –   | 560 | 640 | 1200 |
| 2.   | Ronaldo Laitonjam          | –   | 328 | 520 | 848  |
| 3.   | Nicholas Paul              | –   | –   | 800 | 800  |
| 4.   | Marc Jurczyk               | –   | 800 | –   | 800  |
| 5.   | Felix Groß                 | 800 | –   | –   | 800  |
| 6.   | Patryk Rajkowski           | –   | –   | 720 | 720  |
| 7.   | Quentin Lafargue           | –   | 720 | –   | 720  |
| 8.   | Muhammad Fadhil Mohd Zonis | 720 | –   | –   | 720  |
| 9.   | Ahmad Safwan Ahmad Nazeri  | 400 | –   | 304 | 704  |
| 10.  | Alexander Sharapov         | –   | 640 | –   | 640  |

### Keirin

#### Résultats
| Lieu              | Vainqueur                  | Deuxième         | Troisième        |
| ----------------- | -------------------------- | ---------------- | ---------------- |
| Hong Kong         | Muhammad Fadhil Mohd Zonis | Yūta Wakimoto    | Yudai Nitta      |
| Saint-Pétersbourg | Tom Derache                | Vasilijus Lendel | Joachim Eilers   |
| Cali              | Nicholas Paul              | Kevin Quintero   | Santiago Ramírez |

#### Classement
| Pos. | Coureur                    | HKG | SAI | CAL | Pts  |
| 1.   | Kevin Quintero             | –   | 560 | 720 | 1280 |
| 2.   | Vasilijus Lendel           | 520 | 720 | –   | 1240 |
| 3.   | Santiago Ramírez           | –   | 400 | 640 | 1040 |
| 4.   | Esow Alban                 | –   | 600 | 440 | 1040 |
| 5.   | Nicholas Paul              | –   | –   | 800 | 800  |
| 6.   | Tom Derache                | –   | 800 | –   | 800  |
| 7.   | Muhammad Fadhil Mohd Zonis | 800 | –   | –   | 800  |
| 8.   | Yūta Wakimoto              | 720 | –   | –   | 720  |
| 9.   | Svajūnas Jonauskas         | 400 | 304 | –   | 704  |
| 10.  | Joachim Eilers             | –   | 640 | –   | 640  |

### Vitesse individuelle

#### Résultats
| Lieu              | Vainqueur      | Deuxième         | Troisième       |
| ----------------- | -------------- | ---------------- | --------------- |
| Hong Kong         | Yudai Nitta    | Yūta Wakimoto    | Tomohiro Fukaya |
| Saint-Pétersbourg | Kevin Quintero | Mikhail Iakovlev | Tom Derache     |
| Cali              | Nicholas Paul  | Kevin Quintero   | Rayan Helal     |

#### Classement
| Pos. | Coureur          | HKG | SAI | CAL | Pts  |
| 1.   | Kevin Quintero   | –   | 800 | 720 | 1520 |
| 2.   | Santiago Ramírez | –   | 480 | 520 | 1000 |
| 3.   | Vasilijus Lendel | 304 | 520 | –   | 824  |
| 4.   | Nicholas Paul    | –   | –   | 800 | 800  |
| 5.   | Yudai Nitta      | 800 | –   | –   | 800  |
| 6.   | Mikhail Iakovlev | –   | 720 | –   | 720  |
| 7.   | Yūta Wakimoto    | 720 | –   | –   | 720  |
| 8.   | Rayan Helal      | –   | –   | 640 | 640  |
| 9.   | Tom Derache      | –   | 640 | –   | 640  |
| 10.  | Tomohiro Fukaya  | 640 | –   | –   | 640  |

### Vitesse par équipes

#### Résultats
| Lieu              | Vainqueur                                              | Deuxième                                                     | Troisième                                                                                     |
| ----------------- | ------------------------------------------------------ | ------------------------------------------------------------ | --------------------------------------------------------------------------------------------- |
| Hong Kong         | Dream Seeker Tomohiro Fukaya Shinji Nakano Yuta Obara  | Espagne Ekain Jiménez Alejandro Martínez Juan Peralta        | Ukraine Bohdan Danylchuk Vladyslav Denysenko Yehor Korobov                                    |
| Saint-Pétersbourg | Russie Danila Burlakov Ivan Gladyshev Mikhail Iakovlev | Russie Kirill Lii Alexander Sharapov Aleksei Tkachev         | Marathon-Tula Cycling Team Aleksandr Dubchenko Daniil Komkov Pavel Rostov Dmitry Nesterov (q) |
| Cali              | Canada Hugo Barrette Ryan Dodyk Nick Wammes            | Colombie Rubén Darío Murillo Juan David Ochoa Kevin Quintero | Pologne Mateusz Miłek Patryk Rajkowski Daniel Rochna                                          |

#### Classement
| Pos. | Équipe                     | HKG  | SAI  | CAL  | Pts  |
| 1.   | Ukraine                    | 960  | 600  | –    | 1560 |
| 2.   | Inde                       | –    | 660  | 720  | 1380 |
| 3.   | Canada                     | –    |      | 1200 | 1200 |
| 4.   | Russie                     | –    | 1200 | –    | 1200 |
| 5.   | Dream Seeker               | 1200 | –    | –    | 1200 |
| 6.   | Colombie                   | –    | –    | 1080 | 1080 |
| 7.   | Espagne                    | 1080 | –    | –    | 1080 |
| 8.   | Pologne                    | –    | –    | 960  | 960  |
| 9.   | Marathon-Tula Cycling Team | –    | 960  | –    | 960  |
| 10.  | Tchéquie                   | –    | –    | 900  | 900  |

### Poursuite individuelle

#### Résultats
| Lieu              | Vainqueur     | Deuxième          | Troisième      |
| ----------------- | ------------- | ----------------- | -------------- |
| Hong Kong         | Ashton Lambie | Domenic Weinstein | Leon Rohde     |
| Saint-Pétersbourg | Gleb Syritsa  | Kyle Gordon       | Davide Plebani |
| Cali              | Daniel Crista | Bryan Gómez       | Julián Osorio  |

#### Classement
| Pos. | Coureur            | HKG | SAI | CAL | Pts  |
| 1.   | Daniel Crista      | –   | 400 | 800 | 1200 |
| 2.   | Gleb Syritsa       | –   | 800 | –   | 800  |
| 3.   | Ashton Lambie      | 800 | –   | –   | 800  |
| 4.   | Bryan Gómez        | –   | –   | 720 | 720  |
| 5.   | Kyle Gordon        | –   | 720 | –   | 720  |
| 6.   | Domenic Weinstein  | 720 | –   | –   | 720  |
| 7.   | Julián Osorio      | –   | –   | 640 | 640  |
| 8.   | Davide Plebani     | –   | 640 | –   | 640  |
| 9.   | Leon Rohde         | 640 | –   | –   | 640  |
| 10.  | Vitālijs Korņilovs | –   | 400 | 232 | 632  |

### Poursuite par équipes

#### Résultats
| Lieu              | Vainqueur                                                                         | Deuxième                                                                                          | Troisième                                                                 |
| ----------------- | --------------------------------------------------------------------------------- | ------------------------------------------------------------------------------------------------- | ------------------------------------------------------------------------- |
| Hong Kong         | Allemagne Theo Reinhardt Felix Groß Marco Mathis Leon Rohde Domenic Weinstein (q) | Danemark Tobias Aagaard Matias Malmberg William Blume Levy Robin Skivild                          | Japon Eiya Hashimoto Shunsuke Imamura Naoki Kojima Kazushige Kuboki       |
| Saint-Pétersbourg | Russie Gleb Syritsa Lev Gonov Egor Igoshev Ivan Smirnov                           | Italie Stefano Moro Davide Boscaro Carloalberto Giordani Davide Plebani                           | Russie Nikita Bersenev Ivan Novolodskii Ilia Shchegolkov Vlas Shichkin    |
| Cali              | Colombie Juan Pablo Zapata Jordan Parra Bryan Gómez Juan Esteban Arango           | Canada Michael Foley Jackson Kinniburgh Mathias Guillemette Sean Richardson Ethan Ogrodniczuk (q) | Mexique Ricardo Peña Tomás Aguirre Jorge Martínez Huerta José Ramón Muñiz |

#### Classement
| Pos. | Équipe    | HKG  | SAI  | CAL  | Pts  |
| 1.   | Russie    | –    | 1600 | –    | 1600 |
| 2.   | Colombie  | –    | –    | 1600 | 1600 |
| 3.   | Allemagne | 1600 | –    | –    | 1600 |
| 4.   | Italie    | –    | 1440 | –    | 1440 |
| 5.   | Canada    | –    | –    | 1440 | 1440 |
| 6.   | Danemark  | 1440 | –    | –    | 1440 |
| 7.   | Mexique   | –    | –    | 1280 | 1280 |
| 8.   | Japon     | 1280 | –    | –    | 1280 |
| 9.   | Suisse    | –    | 1200 | –    | 1200 |
| 10.  | Malaisie  | –    | –    | 1200 | 1200 |

### Scratch

#### Résultats
| Lieu      | Vainqueur        | Deuxième         | Troisième        |
| --------- | ---------------- | ---------------- | ---------------- |
| Hong Kong | Yauheni Karaliok | Moritz Malcharek | Kazushige Kuboki |

#### Classement
Aucun classement officiel n'a été publié par l'UCI pour le scratch, qui n'a eu lieu que sur la manche de Hong Kong.
| Pos. | Coureur          | HKG | Pts |
| 1.   | Yauheni Karaliok | 800 | 800 |
| 2.   | Moritz Malcharek | 720 | 720 |
| 3.   | Kazushige Kuboki | 640 | 640 |
| 4.   | Tobias Hansen    | 600 | 600 |
| 5.   | Erik Martorell   | 560 | 560 |
| 6.   | Stefan Matzner   | 520 | 520 |
| 7.   | Roman Gladysh    | 480 | 480 |

### Américaine

#### Résultats
| Lieu              | Vainqueur                                 | Deuxième                                  | Troisième                                                 |
| ----------------- | ----------------------------------------- | ----------------------------------------- | --------------------------------------------------------- |
| Hong Kong         | Allemagne Moritz Malcharek Theo Reinhardt | Autriche Andreas Müller Andreas Graf      | Japon Eiya Hashimoto Shunsuke Imamura                     |
| Saint-Pétersbourg | Russie Lev Gonov Ivan Smirnov             | Portugal Iúri Leitão João Matias          | Marathon-Tula Cycling Team Artur Ershov Sergey Rostovtsev |
| Cali              | Belgique Kenny De Ketele Tuur Dens        | Colombie Juan Esteban Arango Jordan Parra | Chili Antonio Cabrera Felipe Peñaloza                     |

#### Classement
| Pos. | Équipe                     | HKG  | SAI  | CAL  | Pts  |
| 1.   | Ukraine                    | 1040 | 960  | 1200 | 3200 |
| 2.   | Autriche                   | 1440 | 1200 | –    | 2640 |
| 3.   | Biélorussie                | 1120 | 800  | –    | 1920 |
| 4.   | Belgique                   | –    | –    | 1600 | 1600 |
| 5.   | Russie                     | –    | 1600 | –    | 1600 |
| 6.   | Allemagne                  | 1600 | –    | –    | 1600 |
| 7.   | Colombie                   | –    | –    | 1440 | 1440 |
| 8.   | Portugal                   | –    | 1440 | –    | 1440 |
| 9.   | Chili                      | –    | –    | 1280 | 1280 |
| 10.  | Marathon-Tula Cycling Team | –    | 1280 | –    | 1280 |

### Omnium

#### Résultats
| Lieu              | Vainqueur        | Deuxième            | Troisième          |
| ----------------- | ---------------- | ------------------- | ------------------ |
| Hong Kong         | Eiya Hashimoto   | Yauheni Karaliok    | Matias Malmberg    |
| Saint-Pétersbourg | Yauheni Karaliok | Iúri Leitão         | Claudio Imhof      |
| Cali              | Daniel Crista    | Juan Esteban Arango | Cristian Arriagada |

#### Classement
| Pos. | Coureur             | HKG | SAI | CAL | Pts  |
| 1.   | Yauheni Karaliok    | 720 | 800 | –   | 1520 |
| 2.   | Daniel Crista       | –   | 400 | 800 | 1200 |
| 3.   | Eiya Hashimoto      | 800 | –   | –   | 800  |
| 4.   | Juan Esteban Arango | –   | –   | 720 | 720  |
| 5.   | Iúri Leitão         | –   | 720 | –   | 720  |
| 6.   | Cristian Arriagada  | –   | –   | 640 | 640  |
| 7.   | Claudio Imhof       | –   | 640 | –   | 640  |
| 8.   | Matias Malmberg     | 640 | –   | –   | 640  |
| 9.   | Michael Foley       | –   | –   | 600 | 600  |
| 10.  | Gleb Syritsa        | –   | 600 | –   | 600  |

### Course par élimination

#### Résultats
| Lieu              | Vainqueur             | Deuxième          | Troisième          |
| ----------------- | --------------------- | ----------------- | ------------------ |
| Hong Kong         | Eiya Hashimoto        | Erik Martorell    | Moritz Malcharek   |
| Saint-Pétersbourg | Carloalberto Giordani | Aleksandr Smirnov | Chrístos Volikákis |
| Cali              | Akil Campbell         | Kenny De Ketele   | Cristian Arriagada |

#### Classement
| Pos. | Coureur               | HKG | SAI | CAL | Pts |
| 1.   | Akil Campbell         | –   | –   | 800 | 800 |
| 2.   | Carloalberto Giordani | –   | 800 | –   | 800 |
| 3.   | Eiya Hashimoto        | 800 | –   | –   | 800 |
| 4.   | Kenny De Ketele       | –   | –   | 720 | 720 |
| 5.   | Aleksandr Smirnov     | –   | 720 | –   | 720 |
| 6.   | Erik Martorell        | 720 | –   | –   | 720 |
| 7.   | Stefan Matzner        | 480 | 232 | –   | 712 |
| 8.   | Cristian Arriagada    | –   | –   | 640 | 640 |
| 9.   | Chrístos Volikákis    | –   | 640 | –   | 640 |
| 10.  | Moritz Malcharek      | 640 | –   | –   | 640 |

## Femmes

### 500 mètres

#### Résultats
| Lieu              | Vainqueur     | Deuxième      | Troisième         |
| ----------------- | ------------- | ------------- | ----------------- |
| Hong Kong         | Miriam Vece   | Helena Casas  | Anis Amira Rosidi |
| Saint-Pétersbourg | Martha Bayona | Alina Lysenko | Natalia Antonova  |
| Cali              | Martha Bayona | Mathilde Gros | Nikola Sibiak     |

#### Classement
| Pos. | Coureuse          | HKG | SAI | CAL | Pts  |
| 1.   | Martha Bayona     | –   | 800 | 800 | 1600 |
| 2.   | Anis Amira Rosidi | 640 | –   | 520 | 1160 |
| 3.   | Miriam Vece       | 800 | –   | –   | 800  |
| 4.   | Mathilde Gros     | –   | –   | 720 | 720  |
| 5.   | Alina Lysenko     | –   | 720 | –   | 720  |
| 6.   | Helena Casas      | 720 | –   | –   | 720  |
| 7.   | Nikola Sibiak     | –   | –   | 640 | 640  |
| 8.   | Natalia Antonova  | –   | –   | 640 | 640  |
| 9.   | Marianis Salazar  | –   | –   | 600 | 600  |
| 10.  | Serafima Grishina | –   | 600 | –   | 600  |

### Keirin

#### Résultats
| Lieu              | Vainqueur      | Deuxième                 | Troisième        |
| ----------------- | -------------- | ------------------------ | ---------------- |
| Hong Kong         | Yuka Kobayashi | Lee Wai-sze              | Madalyn Godby    |
| Saint-Pétersbourg | Martha Bayona  | Alessa-Catriona Pröpster | Katharina Albers |
| Cali              | Martha Bayona  | Yuli Verdugo             | Urszula Łoś      |

#### Classement
| Pos. | Coureuse                 | HKG | SAI | CAL | Pts  |
| 1.   | Martha Bayona            | –   | 800 | 800 | 1600 |
| 2.   | Yūka Kobayashi           | 800 | –   | –   | 800  |
| 3.   | Yuli Verdugo             | –   | –   | 720 | 720  |
| 4.   | Alessa-Catriona Pröpster | –   | 720 | –   | 720  |
| 5.   | Lee Wai-sze              | 720 | –   | –   | 720  |
| 6.   | Anis Amira Rosidi        | 304 | –   | 360 | 664  |
| 7.   | Urszula Łoś              | –   | –   | 640 | 640  |
| 8.   | Katharina Albers         | –   | 640 | –   | 640  |
| 9.   | Madalyn Godby            | 640 | –   | –   | 640  |
| 10.  | Juliana Gaviria          | –   | –   | 600 | 600  |

### Vitesse individuelle

#### Résultats
| Lieu              | Vainqueur          | Deuxième        | Troisième          |
| ----------------- | ------------------ | --------------- | ------------------ |
| Hong Kong         | Lee Wai-sze        | Yuka Kobayashi  | Fuko Umekawa       |
| Saint-Pétersbourg | Anastasiia Voinova | Yana Tyshchenko | Simona Krupeckaite |
| Cali              | Martha Bayona      | Mathilde Gros   | Sarah Orban        |

#### Classement
| Pos. | Coureuse           | HKG | SAI | CAL | Pts  |
| 1.   | Martha Bayona      | –   | 560 | 800 | 1360 |
| 2.   | Anis Amira Rosidi  | 328 | –   | 520 | 848  |
| 3.   | Anastasiia Voinova | –   | 800 | –   | 800  |
| 4.   | Lee Wai-sze        | 800 | –   | –   | 800  |
| 5.   | Mathilde Gros      | –   | –   | 720 | 720  |
| 6.   | Yana Tyshchenko    | –   | 720 | –   | 720  |
| 7.   | Yūka Kobayashi     | 720 | –   | –   | 720  |
| 8.   | Sarah Orban        | –   | –   | 640 | 640  |
| 9.   | Simona Krupeckaitė | –   | 640 | –   | 640  |
| 10.  | Fuko Umekawa       | 640 | –   | –   | 640  |

### Vitesse par équipes

#### Résultats
| Lieu              | Vainqueur                                                  | Deuxième                                                  | Troisième                                                              |
| ----------------- | ---------------------------------------------------------- | --------------------------------------------------------- | ---------------------------------------------------------------------- |
| Hong Kong         | Hong Kong Cho Yiu-yeung Jessica Lee Hoi-yan Lee Wai-sze    |                                                           |                                                                        |
| Saint-Pétersbourg | Russie Natalia Antonova Yana Tyshchenko Anastasiia Voinova | Russie Ekaterina Gnidenko Alina Lysenko Polina Vashchenko | Allemagne Katharina Albers Alessa-Catriona Pröpster Christina Sperlich |
| Cali              | Colombie Martha Bayona Juliana Gaviria Yarli Mosquera      | Pologne Marlena Karwacka Urszula Łoś Nikola Sibiak        | Canada Erin Attwell Jackie Boyle Sarah Orban                           |

#### Classement
| Pos. | Équipe    | HKG  | SAI  | CAL  | Pts  |
| 1.   | Colombie  | –    | –    | 1200 | 1200 |
| 2.   | Russie    | –    | 1200 | –    | 1200 |
| 3.   | Hong Kong | 1200 | –    | –    | 1200 |
| 4.   | Pologne   | –    | –    | 1080 | 1080 |
| 5.   | Canada    | –    | –    | 960  | 960  |
| 6.   | Allemagne | –    | 960  | –    | 960  |
| 7.   | Malaisie  | –    | –    | 900  | 900  |
| 8.   | Lituanie  | –    | 900  | –    | 900  |
| 9.   | Nigeria   | –    | –    | 840  | 840  |
| 10.  | Ukraine   | –    | 840  | –    | 840  |

### Poursuite individuelle

#### Résultats
| Lieu              | Vainqueur     | Deuxième         | Troisième              |
| ----------------- | ------------- | ---------------- | ---------------------- |
| Hong Kong         | Hanna Tserakh | Kie Furuyama     | Ina Savenka            |
| Saint-Pétersbourg | Kelly Murphy  | Alena Ivanchenko | Mia Griffin            |
| Cali              | Lily Williams | Laura Süßemilch  | Lena Charlotte Reißner |

#### Classement
| Pos. | Coureuse               | HKG | SAI | CAL | Pts |
| 1.   | Lily Williams          | –   | –   | 800 | 800 |
| 2.   | Kelly Murphy           | –   | 800 | –   | 800 |
| 3.   | Hanna Tserakh          | 800 | –   | –   | 800 |
| 4.   | Laura Süßemilch        | –   | –   | 720 | 720 |
| 5.   | Alena Ivanchenko       | –   | 720 | –   | 720 |
| 6.   | Kie Furuyama           | 720 | –   | –   | 720 |
| 7.   | Lena Charlotte Reißner | –   | –   | 640 | 640 |
| 8.   | Mia Griffin            | –   | 640 | –   | 640 |
| 9.   | Ina Savenka            | 640 | –   | –   | 640 |
| 10.  | Marcela Hernández      | –   | –   | 600 | 600 |

### Poursuite par équipes

#### Résultats
| Lieu              | Vainqueur                                                        | Deuxième                                                                  | Troisième                                                                           |
| ----------------- | ---------------------------------------------------------------- | ------------------------------------------------------------------------- | ----------------------------------------------------------------------------------- |
| Hong Kong         | Non disputé                                                      | Non disputé                                                               | Non disputé                                                                         |
| Saint-Pétersbourg | Irlande Lara Gillespie Mia Griffin Kelly Murphy Alice Sharpe     | Russie Inna Abaidullina Alena Ivanchenko Mariia Miliaeva Valeria Valgonen | Suisse Michelle Andres Léna Mettraux Aline Seitz Fabienne Buri Cybèle Schneider (q) |
| Cali              | Canada Ngaire Barraclough Sarah Van Dam Erin Attwell Lily Plante | Pologne Daria Pikulik Nikol Płosaj Wiktoria Pikulik Nikola Wielowska      | Colombie Marcela Hernández Jessica Parra Lina Rojas Zapata Camila Valbuena          |

#### Classement
| Pos. | Équipe      | SAI  | CAL  | Pts  |
| 1.   | Canada      | –    | 1600 | 1600 |
| 2.   | Irlande     | 1600 | –    | 1600 |
| 3.   | Pologne     | –    | 1440 | 1440 |
| 4.   | Russie      | 1440 | –    | 1440 |
| 5.   | Colombie    | –    | 1280 | 1280 |
| 6.   | Suisse      | 1280 | –    | 1280 |
| 7.   | Allemagne   | –    | 1200 | 1200 |
| 8.   | Biélorussie | 1200 | –    | 1200 |
| 9.   | Mexique     | –    | 1120 | 1120 |
| 10.  | Nigeria     | –    | 1040 | 1040 |

### Scratch

#### Résultats
| Lieu      | Vainqueur          | Deuxième      | Troisième   |
| --------- | ------------------ | ------------- | ----------- |
| Hong Kong | Tatsiana Sharakova | Yūmi Kajihara | Tania Calvo |

#### Classement
Aucun classement officiel n'a été publié par l'UCI pour le scratch, qui n'a eu lieu que sur la manche de Hong Kong.
| Pos. | Coureuse           | HKG | Pts |
| 1.   | Tatsiana Sharakova | 800 | 800 |
| 2.   | Yūmi Kajihara      | 720 | 720 |
| 3.   | Tania Calvo        | 640 | 640 |
| 4.   | Verena Eberhardt   | 600 | 600 |
| 5.   | Anita Stenberg     | 560 | 560 |
| 6.   | Nao Suzuki         | 520 | 520 |
| 7.   | Yiwei Luo          | 480 | 480 |
| 8.   | Cho Yiu-yeung      | 360 | 360 |

### Américaine

#### Résultats
| Lieu              | Vainqueur                                                   | Deuxième                                    | Troisième                                    |
| ----------------- | ----------------------------------------------------------- | ------------------------------------------- | -------------------------------------------- |
| Hong Kong         | Japon Yūmi Kajihara Kisato Nakamura                         | Biélorussie Ina Savenka Hanna Tserakh       | Rakuten K Dreams Kie Furuyama Nao Suzuki     |
| Saint-Pétersbourg | Marathon-Tula Cycling Team Gulnaz Khatuntseva Diana Klimova | Russie Inna Abaidullina Alena Ivanchenko    | Suisse Michelle Andres Aline Seitz           |
| Cali              | Pologne Daria Pikulik Wiktoria Pikulik                      | Ukraine Kseniia Fedotova Tetyana Klimchenko | Colombie Marcela Hernández Lina Rojas Zapata |

#### Classement
| Pos. | Équipe                     | HKG  | SAI  | CAL  | Pts  |
| 1.   | Biélorussie                | 1440 | 1040 | –    | 2480 |
| 2.   | Brésil                     | –    | 1102 | 1040 | 2160 |
| 3.   | Pologne                    | –    | –    | 1600 | 1600 |
| 4.   | Marathon-Tula Cycling Team | –    | 1600 | –    | 1600 |
| 5.   | Japon                      | 1600 | –    | –    | 1600 |
| 6.   | Ukraine                    | –    | –    | 1440 | 1440 |
| 7.   | Russie                     | –    | 1440 | –    | 1440 |
| 8.   | Colombie                   | –    | –    | 1280 | 1280 |
| 9.   | Suisse                     | –    | 1280 | –    | 1280 |
| 10.  | Rakuten K Dreams           | 1280 | –    | –    | 1280 |

### Omnium

#### Résultats
| Lieu              | Vainqueur     | Deuxième           | Troisième         |
| ----------------- | ------------- | ------------------ | ----------------- |
| Hong Kong         | Yūmi Kajihara | Anita Stenberg     | Verena Eberhardt  |
| Saint-Pétersbourg | Maria Martins | Verena Eberhardt   | Lara Gillespie    |
| Cali              | Daria Pikulik | Tetyana Klimchenko | Marcela Hernández |

#### Classement
| Pos. | Coureuse           | HKG | SAI | CAL | Pts  |
| 1.   | Verena Eberhardt   | 640 | 720 | –   | 1360 |
| 2.   | Daria Pikulik      | –   | –   | 800 | 800  |
| 3.   | Maria Martins      | –   | 800 | –   | 800  |
| 4.   | Yūmi Kajihara      | 800 | –   | –   | 800  |
| 5.   | Tetyana Klimchenko | –   | –   | 720 | 720  |
| 6.   | Anita Stenberg     | 720 | –   | –   | 720  |
| 7.   | Marcela Hernández  | –   | –   | 640 | 640  |
| 8.   | Lara Gillespie     | –   | 640 | –   | 640  |
| 9.   | Katrijn De Clercq  | –   | –   | 600 | 600  |
| 10.  | Rinata Sultanova   | –   | –   | 600 | 600  |

### Course par élimination

#### Résultats
| Lieu              | Vainqueur      | Deuxième         | Troisième         |
| ----------------- | -------------- | ---------------- | ----------------- |
| Hong Kong         | Yūmi Kajihara  | Verena Eberhardt | Eukene Larrarte   |
| Saint-Pétersbourg | Maria Martins  | Diana Klimova    | Olivija Baleišytė |
| Cali              | Yareli Acevedo | Kseniia Fedotova | Nikol Płosaj      |

#### Classement
| Pos. | Coureuse                    | HKG | SAI | CAL | Pts  |
| 1.   | Verena Eberhardt            | 720 | 328 | –   | 1048 |
| 2.   | Alice Tamirys Leite De Melo | –   | 280 | 560 | 840  |
| 3.   | Yareli Acevedo              | –   | –   | 800 | 800  |
| 4.   | Maria Martins               | –   | 800 | –   | 800  |
| 5.   | Yūmi Kajihara               | 800 | –   | –   | 800  |
| 6.   | Kristyna Burlova            | –   | 400 | 360 | 760  |
| 7.   | Kseniia Fedotova            | –   | –   | 720 | 720  |
| 8.   | Diana Klimova               | –   | 720 | –   | 720  |
| 9.   | Nikol Płosaj                | –   | –   | 640 | 640  |
| 10.  | Olivija Baleišytė           | –   | 640 | –   | 640  |